# Pseudoleptaleus nitens
Pseudoleptaleus nitens es una especie de coleóptero de la familia Anthicidae.

## Distribución geográfica
Habita en Papúa Nueva Guinea.